# Campephilus haematogaster
El picamaderos ventrirrojo (Campephilus haematogaster), también conocido como carpintero selvático, carpintero ventrirrojo o pito rojo purpúreo, es una especie de ave piciforme de la familia Picidae. Habita en bosques húmedos y bosques montanos de Colombia, Ecuador, Panamá y Perú.

## Subespecies
Se reconocen dos subespecies:
- Campephilus haematogaster haematogaster (Tschudi, 1844)
- Campephilus haematogaster splendens Hargitt, 1889